# Hortipes ostiovolutus
Hortipes ostiovolutus là một loài nhện trong họ Corinnidae.
Loài này thuộc chi Hortipes. Hortipes ostiovolutus được miêu tả năm 2000 bởi Bosselaers & Rudy Jocqué.